# Thế chân vạc
Thế chân vạc chỉ tình trạng vững chắc, cân bằng về sức mạnh quân sự-chính trị giữa một bộ gồm 3 quốc gia thù địch nhau. Tình trạng này không một quốc gia nào có thể dễ dàng tấn công quốc gia khác mà tránh được việc quốc gia thứ ba còn lại sẽ tấn công mình. Vì vậy, dẫn đến một bế tắc về chiến lược quân sự, nhưng hệ quả là đảm bảo cho các nước có thể tồn tại mà không bị tiêu diệt.

## Thuật ngữ
Thế chân vạc là từ mô tả một tình trạng cân bằng phỏng theo sự cân bằng của một vạc. Vạc là một cái đỉnh (thường đúc bằng đồng) có 3 chân, một biểu tượng của quyền lực của vua Trung Quốc, vị vua đầu tiên là Chu Văn Vương sau khi thống nhất thiên hạ gồm 9 châu đã cho đúc chín cái đỉnh và để trong Thái miếu, gọi là "cửu đỉnh". "Cửu đỉnh" tượng trưng cho quyền lực tối cao của vua thống trị thiên hạ.

## Các trường hợp
1. Cả ba quốc gia A, B, C đều có sức mạnh quân sự ngang nhau. Nếu một trong 3 nước tấn công, thường chỉ đủ sức tấn công một nước: A tấn công B, nước C sẽ chớp lấy cơ hội mà tấn công A. Quân A đang đánh nhau với B sẽ không thể quay về phòng ngự, nước A sẽ sụp đổ. Bế tắc là sẽ không quốc gia nào tấn công trước.
2. Cả ba quốc gia A, B, C có sức mạnh quân sự không đồng đều. Trường hợp này thường dẫn đến 2 nước yếu hơn tạm thời liên minh. Điều này khiến cho "Thế chân vạc" giống như cân bằng sức mạnh của một đối trọng gồm 2 phe.[1]

## Lịch sử
- Trường hợp của Triều Tiên từ 57 TCN đến năm 668, giữa Cao Câu Ly (Goguryeo), Bách Tế (Baekje) và Tân La (Silla).

- Trường hợp thứ hai của bán đảo Triều Tiên, bao gồm Tân La, Hậu Bách Tế, Hậu Cao Câu Ly, trong thời gian 892–936.
Hình:Tân La (màu xanh lam), Hậu Bách Tế (màu xanh lục), Hậu Cao Câu Ly (màu cam)

```

```

- Trường hợp nổi tiếng nhất của "Thế chân vạc" là thời kỳ Tam Quốc (220 - 280) trong lịch sử Trung Quốc. Thục Hán liên minh với Đông Ngô đối đầu Tào Ngụy, "thế chân vạc" đạt cân bằng khiến họ Tào không thể thống nhất Trung Quốc dù mạnh hơn.
Hình:Thục Hán (màu cam), Đông Ngô (màu hồng), Tào Ngụy (màu xanh lục)

- Trường hợp Trần, Bắc Chu, Bắc Tề từ 557 đến 577.
Hình:Trần (màu đỏ nâu), Bắc Tề (màu xanh đậm), Bắc Chu (màu xanh nhạt)

- Trường hợp của Tống - Kim - Tây Hạ cuối thế kỷ X đến đầu thế kỷ XII.
Hình:Nam Tống (màu cam), Kim (màu xám), Tây Hạ (màu xanh lơ)
- Trường hợp đảo Anh trong Chiến tranh Ba Vương quốc.

## Trường hợp đặc biệt
- Trường hợp Ba Lan trong cuộc phân chia giữa 3 nước Phổ, Áo, Nga. Cả ba vừa đối đầu cạnh tranh nhau, vừa thỏa hiệp chia lãnh thổ Ba Lan.
- Việt Nam với đặc điểm lãnh thổ kéo dài chưa bao giờ diễn ra "thế chân vạc", thường là chiến tranh hay nội chiến theo hướng Bắc-Nam. Một số trường hợp được xem là thế chân vạc là:
  - Cuộc đối đầu quân sự và chính sách ngoại giao phức tạp giữa Chúa Trịnh-Nhà Mạc-Nhà Minh, điều này khiến Đại Việt thoát họa xâm lược của Nhà Minh và giúp Nhà Mạc tồn tại thêm được một thời gian